# Paul Le Drogo
Paul Le Drogo est un cycliste professionnel français né le 16 février 1905 à Pontivy (Morbihan) et mort le 25 juillet 1966 à Sarzeau. Il est le frère de Ferdinand Le Drogo, également coureur cycliste.

## Biographie
Au cours de sa carrière, il a gagné la sixième étape du Tour de France 1929. En 1953 et 1954, il a été directeur sportif de l'équipe Stella-Wolber, avec parmi ses coureurs les frères Louison et Jean Bobet, Pierre Barbotin. Il a également dirigé la sélection de l'équipe de l'Ouest au Tour de France, succédant à Léon Le Calvez en 1957, et ce jusqu'en 1961. Il dirigea notamment Joseph Groussard et son frère Georges Groussard, Jean Malléjac, Jean Gainche, et le héros mayennais André Foucher.
En parallèle de ses activités sportives, il tenait avec son épouse un bistrot appelé « Café de la Régence » sur la place du Commerce à Nantes.

## Palmarès
- 1927
  - GP d'Alceida
  - 2e du championnat de France de cyclo-cross
- 1928
  - Circuit des As de l'Ouest
  - Grand Prix de la Sarthe
  - 3e du critérium international de cyclo-cross
- 1929
  - 6e étape du Tour de France
  - Paris-Le Havre
  - Challenge Lux
  - Challenge Sigrand
  - Critérium national de printemps
  - 3e du Circuit de la Mayenne
- 1930
  - Paris-Rennes
  - 1re étape du Circuit des villes d'eaux d'Auvergne
- 1931
  - GP Cinquantenaire de la route
- 1932
  - Circuit de la Manche
  - 4e étape du Tour de l'Ouest
  - 3e du Grand Prix de Plouay
- 1933
  - 6e étape du Tour de l'Ouest
- 1934
  - 2e et 6e étapes du Tour de l'Ouest
- 1935
  - 7e étape du Tour de l'Ouest

## Résultats sur le Tour de France
- 1927 : abandon (1re étape)
- 1929 : abandon (10e étape), vainqueur d'étape
- 1932 : éliminé (5e étape)